# Tolpia crispus
Tolpia crispus là một loài bướm đêm thuộc họ Erebidae. Nó được tìm thấy ở Borneo.
Sải cánh dài khoảng 17 mm. Cánh sau màu nâu và phía dưới nâu đồng nhất.